# Protoxerinis
Els protoxerinis (Protoxerini) són una tribu d'esciúrids que conté una trentena d'espècies repartides en sis gèneres, totes oriündes de l'Àfrica subsahariana. El seu hàbitat són els boscos. Algunes espècies són arborícoles i d'altres són de costums més aviat terrestres. No se sap gaire cosa sobre la majoria d'aquests animals, que es reparteixen en dues subtribus: Protoxerina (Epixerus, Heliosciurus i Protoxerus) i Funisciurina (Funisciurus, Myosciurus i Paraxerus).